# دالة ديراك

تمثيل لدالة ديراك بمستقيم يعلوه سهم. The height of the arrow is usually used to specify the value of any multiplicative constant, which will give the area under the function. The other convention is to write the area next to the arrowhead.

دالة ديراك نهايةً (بمفهوم التوزيع في الرياضيات) لمتتالية من توزيعات احتمالية طبيعية ممركزة حول الصفرs حينما.

دالة ديراك (بالإنجليزية: Dirac function)‏ هي دالة معممة معرفة على مستقيم الأعداد الحقيقية، حيث تساوي الصفر بالنسبة لجميع الأعداد ما عدا الصفر وحيث يساوي تكاملها واحدا.